# Pseudotragocephala nigropicta
Pseudotragocephala nigropicta är en skalbaggsart som först beskrevs av Leon Fairmaire 1893.  Pseudotragocephala nigropicta ingår i släktet Pseudotragocephala och familjen långhorningar. Inga underarter finns listade i Catalogue of Life.